# La Pitahaya, Tantoyuca
La Pitahaya är en ort i Mexiko.   Den ligger i kommunen Tantoyuca och delstaten Veracruz, i den sydöstra delen av landet, 240 km norr om huvudstaden Mexico City. La Pitahaya ligger 159 meter över havet och antalet invånare är 240.
Terrängen runt La Pitahaya är platt. Runt La Pitahaya är det ganska tätbefolkat, med 72 invånare per kvadratkilometer. Närmaste större samhälle är Tantoyuca, 5,1 km sydväst om La Pitahaya. Trakten runt La Pitahaya består till största delen av jordbruksmark.